# Itacajá
Itacajá là một đô thị thuộc bang Tocantins, Brasil. Đô thị này có diện tích 3051,341 km², dân số năm 2007 là 6913 người, mật độ 2,27 người/km².